# Нахчыван Тепе
Нахчыван Тепе — древнее поселение, расположенное в городе Нахичевань , Нахичеванской Автономной Республики , Азербайджан . Поселение расположено на вершине естественного холма в долине Нахчыванчай. Поселение датируется VI—V тысячелетиями до н. э.

## Исследования
Археологические исследования в Нахчыван Тепе (под руководством Вели Бахшалиева) Нахчыванского отделения Национальной академии наук Азербайджана начались в 2017 году.
Существование связей между культурами Южного Кавказа и Ближнего Востока (включая Месопотамию) привлекало внимание исследователей на протяжении многих лет. Такие исследователи как Р. М. Мунчаев, О. А. Абибуллаев, И. Г. Нариманов, Т. И. Ахундов и др. говорили о распространении культур с Ближнего Востока на Южный Кавказ. Если ранее о существовании этих связей свидетельствовали единичные находки, то в настоящее время они подтверждаются комплексом целого ряда археологических материалов. Одним из таких памятников является поселение Нахчыван Тепе, которое характеризуется дальматепинской керамикой.
Первые жители Нахчыван Тепе использовали помещения, частично вкопанные в землю и частично построеные из глиняных кирпичей. Такие помещения были также обнаружены при раскопках поселений Овчуляр Тепеси и Ени Ел. Древесный уголь обнаружен редко, несмотря на обильные скопления пепла, показывает на нечастое использование древесины в качестве топлива. Большую часть археологического материала на участке составляют керамика и обсидиановые черепки, но есть также несколько инструментов. Наиболее редкие найденые предметы — точильный камень, кремневое изделие и костяной инструмент. Большинство инструментов — обсидиановые, включая несколько лезвий для серпов, которые дают некоторую информацию о характере хозяйствования.
Кости животных показывают, что жители поселения занимались в основном разведением мелкого рогатого скота, охота занимала в хозяйствовании незначительное место. Кости лошадей и собак представлены отдельными экземплярами. Никаких ботанических останков не обнаружено.  В различных слоях поселения остатки древесного угля незначительны, а очистка остатков золы из различных очагов не дала никаких результатов. Археологи надеются, что этот вид исследований позволит в будущем получить больше информации об экономике Нахчыван Тепе.

## Керамика
Керамика, как правило, характерна для первой половины V тысячелетия до нашей эры . Уголь с нижнего горизонта датируется 4945 годом до нашей эры. Глиняные изделия в целом характеризуются расписной и печатной керамикой Далма Тепе. За исключением единичных находок, никакого другого полного комплекса такой керамики на Южном Кавказе обнаружено не было, поэтому керамика поселка Нахчыван Тепе имеет важное значение для изучения культуры медно-каменного века региона.
Керамика может быть разделена на два периода на основе стратиграфии поселения. Однако эти две группы в определённой степени совпадают с точки зрения технологии производства и украшения. Керамика изготавливалась в основном методом рулонов, с нанесением двух слоев гончарной глины друг на друга. Тонкий слой глины покрывал поверхности некоторых сосудов. Это было сделано в некоторых случаях для изменения цвета, а в других — для декоративных целей. Некоторые изделия украшены отпечатками пальцев, которые иногда выполняются неточно и смешиваются вместе. Отпечатки пальцев остались после залипания в тонком верхнем слое глины. Этот метод покрытия также был использован при реставрации и ремонте керамики. Глиняная посуда, как правило, изготавливалась с включениями шелухи и обжигалась до различных оттенков красного. Керамика с включением песка представлена в единственном экземпляре. Серые изделия также представлены одним экземпляром.
Керамика верхнего горизонта относится к первому периоду, который характеризуется прямоугольной архитектурой. Керамические изделия этого горизонта можно разделить на шесть групп: простая керамика, керамика с росписью, керамика без украшений с красной росписью, керамика с печатным орнаментом, включая отпечатки пальцев, керамика, украшенная по краю оттиском инструмента, и керамика, украшенная по краю орнаментом в виде горизонтальных полос.
В 2010—2016 гг. В долинах Нахчыванчай и Сирабчай были зарегистрированы новые памятники эпохи энеолита. Вместе с Нахчыван тепе они могут быть использованы для определения периода памятников эпохи медно-каменного века на Южном Кавказе. Керамический комплекс Нахчыван Тепе очень похож на комплекс Далма Тепе. Тип расписной керамики Далма Тепе известен в поселениях Узун-Оба и Учан-Ажыл. Печатная керамика была засвидетельствована в Учан-Агиле в единственном экземпляре, но не была найдена в других поселениях. Подобная же керамика была обнаружена отдельными экземплярами в памятниках в Карабахе . В памятниках бассейна озера Урмия обычно использовался сюникский обсидиан. В поселениях в Нахчыване обычно использовался обсидиан Гекче из бассейна озера современного Севана . Хотя Сюник ближе к Нахичевани, чем к Гекче, в Нахичевани сюникский обсидиан не распространен. По-видимому, племя, занимавшее бассейн озера Урмия, было связано с обсидиановыми отложениями Зангезурских гор посредством племен Нахичевани. Извлечённый в долине Нахчыванчай каменный молоток с остатками меди на нём демонстрирует, что связи между этими племенами и Зангезурскими горами были не только ради месторождений обсидиана, но и ради месторождений меди.
Керамика Далма Тепе была впервые исследована в одноименном поселении в результате раскопок Чарльза Берни в 1959 году, а затем и в 1961 году Кейлером Янгом. Подобная керамика была обнаружена в поселениях Хасанлу, Хаджи-Фируз, и Тепе Сиван. Dalma Tepe керамика была найдена в Иране и Ираке вместе с типичными Халаф и Обейдкерамика. Подобная керамика была обнаружена в памятниках гор Загрос, таких как населенные пункты долины Кангавар, такие как Сех Габи Б. и Годин Тепе. Многочисленная керамика Далма Тепе также была обнаружена в долине Махидашт среди поверхностных материалов 16 населенных пунктов. Среди этих памятников — поселение Тепа Сиахбид, Чога Маран и Тепе Кух. Dalma Tepe керамика была распространена среди поверхностных материалов в Tepe Kuh. Аналогичная керамика была также обнаружена в Ираке в поселениях Джебель, Киркук, Телль-Абад, Хейт-Касим и Йорган-Тепе. Такая керамика также преобладала в долине Кангавар, но в долине Махидашт процент керамики Далма Тепе очень резко снизился. Если в долине Кангавар эта керамика составляла 68 %, то в Махидаште их было 24 %. Это показывает, что этот тип керамики уменьшился на юг. Хотя ранее предполагалось, что подобная керамика была широко распространена к югу и западу от бассейна озера Урмия, сейчас известно, что подобная керамика также присутствовала на севере озера Урмия и в Нахчыване. На территории иранского Азербайджана эта культура также обнаружена в поселениях в Кульфа-Кюлтепе, Ахранджан-Тепе, Лавин-Тепе, Гоша-Тепе, Идир-Тепе и Баруй-Тепе. В настоящее время подобная керамика была обнаружена в Южном Азербайджане на более чем 100 памятниках. Некоторые из этих поселений принадлежали оседлому населению, в то время как другие принадлежали кочевым племенам. По мнению исследователей, эта культура расцвела на северо-западе Ирана и распространилась оттуда на юг и запад от бассейна озера Урмия. Химический анализ керамики Dalma Tepe показал, что они были сделаны на месте.